# Incertella
Incertella là một chi ruồi trong họ Chloropidae.